# حزب کمونیست هند (مارکسیست)
حزب کمونیست هند (مارکسیست) حزبی سیاسی در هند است و دبیرکل کنونی آن پراکاش کارات است. در حال حاضر این حزب در سه ایالت هند (کرالا، بنگال غربی و تریپورا) حکومت می‌کند و سرکار است. این حزب عضوی از «جبهه چپ» است.

## تأسیس
این حزب در ۱۹۶۴ به عنوان انشعابی از حزب کمونیست هند تأسیس شد.
این حزب سازمان جوانانی با نام «فدراسیون جوانان دموکرات هند» دارد.
در انتخابات مجلس ۲۰۰۴ حزب ۲۲ ۰۶۱ ۶۷۷ رای (۵٫۷٪، ۴۳ کرسی) دریافت کرد.
حزب کمونیست هند بالاترین حزب حزب سیاسی در این کشور است. این حزب در سال ۲۰۱۶، ادعا کرد که ۱٬۰۹۴٬۸۶۷ عضو دارد.

## در ادبیات
- آروندهاتی روی در کتاب معروف «خدای چیزهای کوچک» که برنده جایزه بوکر شد، گریزی هم به تاریخ این حزب و جدایی اش از حزب کمونیست هند می‌زند.